# Прощук Едуард Петрович
Едуард Петрович Прощук (нар. 19 лютого 1982, м. Калуш, Івано-Франківська область) — український підприємець та політик. Народний депутат України 9-го скликання. Член Комітету Верховної Ради з питань екологічної політики та природокористування. Голова підкомітету питань охорони і раціонального використання водних ресурсів та державного моніторингу навколишнього природного середовища. Президент Федерації вільної боротьби Івано-Франківської області, з 2018 року — віце-президент Асоціації спортивної боротьби України.
Переміг на позачергових парламентських виборах у 2019 році (виборчий округ № 85, м. Калуш, Калуський, Рогатинський райони, частина Галицького району). На виборах отримав підтримку 30,65 % голосів громадян (21264 голосів). Проживає в м. Івано-Франківську.

## Життєпис
З 1999 по 2004 рік навчався у Прикарпатському національному університеті імені Василя Стефаника (спеціальність «Фінанси»). Навчався у Міжнародному інституті менеджменту (МІМ-Київ) — пройшов курс міні–МВА (Master of Business Administration). З 2018 року — аспірант у ПНУ імені В. Стефаника (спеціальність «Публічне адміністрування»).
- З 2001 по 2003 рік — менеджер ТзОВ «Галант-сервіс».
- З 2003 по 2010 рік — комерційний директор ТзОВ «Галант-сервіс».
- З 2004 року — фізична особа-підприємець.
- З 2009 по 2011 рік — директор на підприємстві споживчої кооперації «Скіф».
- З 2010 по 2012 рік — директор ТзОВ «Галант-сервіс».

Едуард Прощук є президентом Федерації вільної боротьби Івано-Франківської області.

## Політична діяльність
З 2018 року — віце-президент Асоціації спортивної боротьби України. Майстер спорту.
Народний депутат від партії «Слуга народу». Член парламентського комітету з питань екологічної політики та природокористування та підкомітетів з питань поводження з відходами, подолання наслідків Чорнобильської катастрофи та з питань охорони і раціонального використання надр, водних ресурсів. Проживає в м. Івано-Франківську.
У Верховній Раді є співголови групи з міжпарламентських зв'язків з ПАР, член Парламентської асамблеї України і Польщі, заступник співголови групи з міжпарламентських зв'язків з Хорватією, член груп із міжпарламентських зв'язків з США, Швецією, Польщею, Японією, Францією та Канадою.

## Сім'я
Разом із дружиною виховує двох синів.